# Matías Navarrete
Matías Cristóbal Navarrete Fuentes (n. Santiago, Chile, 20 de enero de 1992) es un futbolista chileno, defensor central y carrilero. Actualmente se encuentra en Concón National de la Segunda División Profesional de Chile.

## Estadísticas
| Club                         | Div.          | Temporada     | Liga  | Liga  | Copas nacionales | Copas nacionales | Torneos internacionales | Torneos internacionales | Total | Total |
| Club                         | Div.          | Temporada     | Part. | Goles | Part.            | Goles            | Part.                   | Goles                   | Part. | Goles |
| ---------------------------- | ------------- | ------------- | ----- | ----- | ---------------- | ---------------- | ----------------------- | ----------------------- | ----- | ----- |
| Unión Española · Chile       | 1ª            | 2011          | 1     | 0     | —                | —                | —                       | —                       | 1     | 0     |
| Unión Española · Chile       | 1ª            | 2012          | 10    | 0     | 9                | 0                | —                       | —                       | 19    | 0     |
| Unión Española II · Chile    | 2ª            | 2012          | 6     | 2     | —                | —                | —                       | —                       | 6     | 2     |
| Unión Española II · Chile    | Total club    | Total club    | 6     | 2     | 0                | 0                | 0                       | 0                       | 6     | 2     |
| Unión Española · Chile       | 1ª            | 2013          | 17    | 0     | 6                | 0                | —                       | —                       | 23    | 0     |
| Unión Española · Chile       | 1ª            | 2013-14       | 26    | 0     | —                | —                | —                       | —                       | 26    | 0     |
| Unión Española · Chile       | 1ª            | 2014-15       | 5     | 0     | 1                | 0                | 8                       | 0                       | 14    | 0     |
| San Luis de Quillota · Chile | 2ª            | 2014-15       | 15    | 0     | —                | —                | —                       | —                       | 15    | 0     |
| San Luis de Quillota · Chile | Total club    | Total club    | 15    | 0     | 0                | 0                | 0                       | 0                       | 15    | 0     |
| Unión Española · Chile       | 1ª            | 2015-16       | 6     | 0     | 7                | 0                | —                       | —                       | 13    | 0     |
| Unión Española · Chile       | Total club    | Total club    | 65    | 0     | 23               | 0                | 8                       | 0                       | 96    | 0     |
| Deportes Temuco · Chile      | 1ª            | 2016-17       | 13    | 1     | 4                | 0                | —                       | —                       | 17    | 1     |
| Deportes Temuco · Chile      | Total club    | Total club    | 13    | 1     | 4                | 0                | 0                       | 0                       | 17    | 1     |
| Unión La Calera · Chile      | 2ª            | 2017          | 8     | 1     | 2                | 0                | —                       | —                       | 10    | 1     |
| Unión La Calera · Chile      | 1ª            | 2018          | 24    | 0     | —                | —                | —                       | —                       | 24    | 0     |
| Unión La Calera · Chile      | 1ª            | 2019          | 7     | 0     | 2                | 0                | 3                       | 0                       | 12    | 0     |
| Unión La Calera · Chile      | 1ª            | 2020          | 17    | 0     | —                | —                | 4                       | 0                       | 21    | 0     |
| Unión La Calera · Chile      | 1ª            | 2021          | 10    | 0     | —                | —                | 2                       | 0                       | 12    | 0     |
| Unión La Calera · Chile      | Total club    | Total club    | 66    | 1     | 4                | 0                | 9                       | 0                       | 79    | 1     |
| Santiago Morning · Chile     | 2ª            | 2022          | 11    | 0     | 3                | 0                | —                       | —                       | 14    | 0     |
| Santiago Morning · Chile     | Total club    | Total club    | 11    | 0     | 3                | 0                | 0                       | 0                       | 14    | 0     |
| Total carrera                | Total carrera | Total carrera | 176   | 4     | 34               | 0                | 17                      | 0                       | 227   | 4     |
| 1. 2. 3.                     |               |               |       |       |                  |                  |                         |                         |       |       |

## Palmarés

### Campeonatos nacionales
| Título             | Club            | País  | Año    |
| ------------------ | --------------- | ----- | ------ |
| Primera División   | Unión Española  | Chile | 2013-T |
| Supercopa de Chile | Unión Española  | Chile | 2013   |
| Primera B          | San Luis        | Chile | 2015   |
| Primera B          | Unión La Calera | Chile | 2017-T |